# Plongeon aux Jeux olympiques d'été de 2008
Navigation
Athènes 2004 Londres 2012
Les épreuves de plongeon des Jeux olympiques d'été de 2008 se déroulent du 10 au 23 août 2008 à Pékin en République populaire de Chine. À cette occasion, 8 épreuves sont organisées : 4 pour les femmes, 4 pour les hommes. 68 plongeurs et 68 plongeuses se disputent les 24 médailles mises en jeu dans le Centre national de natation de Pékin.

## Organisation

### Site des compétitions
Tout comme la natation et la natation synchronisée, le plongeon est l'une des quatre disciplines des sports aquatiques qui se dérouleront dans le Centre national de natation de Pékin. Inauguré à la fin du mois de janvier par une réunion de natation, le « cube d'eau » accueille sa première compétition de plongeon à l'occasion de l'épreuve de coupe du monde attribuant les ultimes billets qualificatifs pour les jeux (19 - 25 février).

### Calendrier
|  |  |  |  |  | 1 | 1 | 1 | 1 |  |  |  | 1 |  | 1 |  | 1 |  | 1 |  |

|  | Jour de compétition |  | Jour de finale |

### Épreuves et critères de qualification
Dans les épreuves individuelles, un pays ne peut engager plus de deux plongeurs par épreuve. Dans les épreuves synchronisées, un pays ne peut aligner qu'une équipe de deux plongeurs par épreuve. Chaque plongeur ou duo de plongeurs peut obtenir sa qualification nominale lors de deux compétitions organisées entre le 17 mars 2007 et le 24 février 2008.

#### Compétitions qualificatives
| Compétition                                      | Date                                             | Nageurs qualifiés   | Nageurs qualifiés    |
| Compétition                                      | Date                                             | Plongeon individuel | Plongeon synchronisé |
| ------------------------------------------------ | ------------------------------------------------ | ------------------- | -------------------- |
| Championnats du monde de natation 2007 Melbourne | 17 mars-1er avril 2007                           | 12                  | 3                    |
| Coupe du monde de plongeon de la FINA Pékin      | 19 février-25 février 2008                       | 22                  | 4                    |
| Pays hôte                                        | -                                                | -                   | 1 duo chinois        |
| Total de plongeurs qualifiés pour chaque épreuve | Total de plongeurs qualifiés pour chaque épreuve | 34                  | 8 duos               |

#### Pays qualifiés après les compétitions qualificatives

##### Épreuves masculines
| Épreuve / Compétition qualificative | Championnats du monde 2007 | Coupe du monde de Pékin | Coupe du monde de Pékin | Nation hôte |
| ----------------------------------- | --- | --- | --- | ----------- |
| Tremplin à 3 m synchronisé          | Despatie / Miranda Schellenberg / Wels Dumais / Richeson | Kunakov / Sautin Swain / Robinson-Baker Lysenko / Zakharov Newbery / Robertson                                                                                           | Kunakov / Sautin Swain / Robinson-Baker Lysenko / Zakharov Newbery / Robertson | Qin / Wang  |
| Haut-vol à 10 m synchronisé         | Dobroskok / Galperin Boudia / Finchum Guerra Oliva / Fornaris | Hausding / Klein Aldridge / Daley Helm / Newbery Uran Salazar / Ortega                                                                                                   | Hausding / Klein Aldridge / Daley Helm / Newbery Uran Salazar / Ortega | Huo / Lin   |
| Tremplin à 3 m individuel           | Qin Kai Alexandre Despatie Dmitri Sautin Ken Terauchi Aleksandr Dobroskok He Chong Troy Dumais Cesar Castro Dmytro Lysenko Siarhei Kuchmasau Jorge Betancourt Nicola Marconi                 | Yahel Castillo Pavlo Rozenberg Illya Kvasha Christopher Colwill Andreas Wels Juan Uran Salazar Constantin Blaha Matthew Mitcham Joona Puhakka Tommaso Marconi Jorge Pupo | Reuben Daniel Ross Javier Illana Benjamin Swain Ramon Fumado Scott Robertson Magnus Frick Son Seung Chel* Stefanos Paparounas* Alexandros Manos* Omar Ojeda* Emilio Colmenarez*               | -           |
| Haut-vol à 10 mètres individuel     | Gleb Galperin Zhou Luxin Lin Yue Dmitriy Dobroskok Rommel Pacheco Jose Guerra Oliva Bryan Nickson Lomas Alexandre Despatie Vadim Kaptur Peter Waterfield Riley McCormick Francesco Dell'Uomo | Sascha Klein David Boudia Matthew Mitcham Juan Uran Salazar Thomas Daley Anton Zakharov Kostyantyn Milyayev Jeinkel Aguirre Robert Newbery Germán Sánchez Kim Chon-man   | Thomas Finchum Hugo Parisi Cassius Duran Aliaksandr Varlamau Rexel Ryan Fabriga Constantin Popovici Norman Becker* Sotirios Trakas* Christofer Eskilsson* Kim Jin-yong* Jean-Romain Delaloye* | -           |

* La Fédération internationale de natation attribuera les dernières places qualificatives parmi ces plongeurs, le nombre de participants étant limité à 136 sportifs (68 hommes et 68 femmes).

##### Épreuves féminines
| Épreuve / Compétition qualificative | Championnats du monde 2007 | Coupe du monde de Pékin | Coupe du monde de Pékin | Nation hôte |
| ----------------------------------- | --- | --- | --- | ----------- |
| Tremplin à 3 m synchronisé          | Kotzian / Fischer Stratton / Cole Korolyova / Fedorova | Pakhalina / Pozdnyakova Rittenhouse / Bryant Batki / Dallape Sage / Gerrard | Pakhalina / Pozdnyakova Rittenhouse / Bryant Batki / Dallape Sage / Gerrard | Wu / Guo    |
| Haut-vol à 10 m synchronisé         | Cole / Wu Gamm / Subschinski Benfeito / Filion | Espinosa / Ortiz Choe / Hong McCarroll / Barrow Ishimatsu / Dunnichay | Espinosa / Ortiz Choe / Hong McCarroll / Barrow Ishimatsu / Dunnichay | Jia / Chen  |
| Tremplin à 3 m individuel           | Guo Jingjing Wu Minxia Tania Cagnotto Anna Lindberg Yuliya Pakhalina Nancilea Marie Foster Katja Dieckow Blythe Hartley Laura Sánchez Kelci Marie Bryant Anastasia Pozdnyakova Briony Cole | Sharleen Stratton Olena Fedorova Nora Barta Jennifer Abel Darya Romenskaya Ditte Kotzian Veronika Kratochwil Sheila Mae Perez Diana Pineda Zuleta Maria Marconi Jenna Louise Dreyer | Jashia Luna Jodie McGroarty Elizabeth Jimie Gyongyver Kormos Leong Mun Yee Miriya Voloshchenko* Jenifer Benitez* Saara Haapanen* Leyre Eizaguirre* Clémence Monnery* Angelique Rodriguez*  | -           |
| Haut-vol à 10 mètres individuel     | Wang Xin Chen Ruolin Christin Steuer Laura Ann Wilkinson Émilie Heymans Claire Febvay Paola Espinosa Anja Richter Annett Gamm Valentina Marocchi Melissa Wu Roseline Filion                | Loudy Wiggins Mai Nakagawa Tatiana Ortiz Haley Ishimatsu Stacie Powell Iuliia Prokopchuk Brooke Graddon Ramona Ciobanu Risa Asada Kim Un-hyang Tania Cagnotto                       | Tatiana Perunina Hong In-sun Juliana Veloso Pandelela Rinong Elina Eggers Audrey Labeau* Eftychia Pappa-Papavasilopoulou* Annia Rivera* Iris Janssen* Melinda Matyas* Shenny Ratna Amelia* | -           |

* La Fédération internationale de natation attribuera les dernières places qualificatives parmi ces plongeurs, le nombre de participants étant limité à 136 sportifs (68 hommes et 68 femmes).

## Résultats
Pour des résultats plus complets, voir l'article Plongeon aux Jeux olympiques d'été de 2008, résultats détaillés

### Podiums

#### Hommes
| Discipline           | Médaille d'or           | Médaille d'argent                       | Médaille de bronze                     |
| Plongeon individuel  |                         |                                         |                                        |
| Tremplin à 3 mètres  | He Chong                | Alexandre Despatie                      | Qin Kai                                |
| Haut-vol à 10 mètres | Matthew Mitcham         | Zhou Luxin                              | Gleb Galperin                          |
| Plongeon synchronisé |                         |                                         |                                        |
| Tremplin à 3 mètres  | Chine Wang Feng Qin Kai | Russie Dmitry Sautin Yuriy Kunakov      | Ukraine Illya Kvasha Oleksiy Prygorov  |
| Haut-vol à 10 mètres | Chine Lin Yue Huo Liang | Allemagne Patrick Hausding Sascha Klein | Russie Gleb Galperin Dmitriy Dobroskok |

#### Femmes
| Discipline           | Médaille d'or                | Médaille d'argent                             | Médaille de bronze                    |
| Plongeon individuel  |                              |                                               |                                       |
| Tremplin à 3 mètres  | Guo Jingjing                 | Ioulia Pakhalina                              | Wu Minxia                             |
| Haut-vol à 10 mètres | Chen Ruolin                  | Émilie Heymans                                | Wang Xin                              |
| Plongeon synchronisé |                              |                                               |                                       |
| Tremplin à 3 mètres  | Chine Guo Jingjing Wu Minxia | Russie Ioulia Pakhalina Anastasia Pozdnyakova | Allemagne Ditte Kotzian Heike Fischer |
| Haut-vol à 10 mètres | Chine Wang Xin Chen Ruolin   | Australie Briony Cole Melissa Wu              | Mexique Paola Espinosa Tatiana Ortiz  |

### Tableau des médailles définitif
| Rang | Nation    | Or | Argent | Bronze | Total |
| ---- | --------- | -- | ------ | ------ | ----- |
| 1    | Chine     | 7  | 1      | 3      | 11    |
| 2    | Australie | 1  | 1      | 0      | 2     |
| 3    | Russie    | 0  | 3      | 2      | 5     |
| 4    | Canada    | 0  | 2      | 0      | 2     |
| 5    | Allemagne | 0  | 1      | 1      | 2     |
| 6    | Mexique   | 0  | 0      | 1      | 1     |
| -    | Ukraine   | 0  | 0      | 1      | 1     |